# Аверкієва шахта
Ав́еркієва печера (крим. Averkiyev qobası, Аверкієв кьобаси) — карстова печера в Україні, в Криму на Долгоруківській яйлі (Гірсько-Кримська карстова область).

## Назва
Спелеонім виник як посесив на -ева/-єва від антропоніма Аверкій, що є варіантом чоловічого імені Оверкій.

## Основні характеристики
Протяжність — 460 м. Глибина — 145 м. Площа — 1100 м2. Об'єм — 2800 м3. Висота входів — 790 м. Категорія складності 2А. Базовий табір знаходиться на глибині 100 м.
Печера складається з кількох ступенів, в середньому висотою близько 8 м. Найвищий ступінь 15 м, найнижча — 4 м. Проходження печери потребує близько доби. В сезон дощів з'являється кілька сифонів. Також є кілька «шкіродерів». У печері живе колонія рідкісних кажанів.
В шахті виявлено місцезнаходження хребетних пізньопліоценового-ранньоплейстоценового віку (найдавніших для кримських печер викопних хребетних). Їх вік — понад 2 млн років.